# Ray BLK
Ray BLK, właściwie Rita Ekwere, występuje także pod pseudonimem Ray Blizzy (ur. 2 sierpnia 1993 w Nigerii) – brytyjska pianistka, piosenkarka i autorka tekstów i muzyki, tworząca na pograniczu soulu i popu.

## Życiorys
Urodziła się w Nigerii, skąd w wieku czterech lat przeprowadziła się do Wielkiej Brytanii. Dorastała w Catford. Pierwszy zespół założyła w wieku 13 lat. Studiowała literaturę angielską na Brunel University London. Pracę dyplomową poświęciła postkolonialnej literaturze nigeryjskiej, zwłaszcza powieściom Chinua Achebe i Chimamanda Ngozi Adichie. By się utrzymać, pracowała w agencji reklamowej.
Pseudonim Ray BLK wywodzi się od słów Building Living Knowing (budować, żyć, wiedzieć) i określa trzy najważniejsze dla niej wartości.
W 2016 była nominowana do nagrody dla najlepszej debiutanki MOBO Awards. 6 stycznia 2017 została zwyciężczynią BBC's Sound of 2017.

## Dyskografia

### Albumy solowe
- 26 października 2018 – Empress, wydawca: Island Records

### EP
- 15 marca 2015 – Havisham
- 28 października 2016 – Durt